# Card TV
Card TV là một loại bộ dò cho phép TV nhận tín hiệu của máy tính. Hầu hết các bộ dò TV cũng hoạt động như thẻ quay video, cho phép chúng ghi chương trình truyền hình vào đĩa cứng giống như máy ghi video kỹ thuật số (DVR).

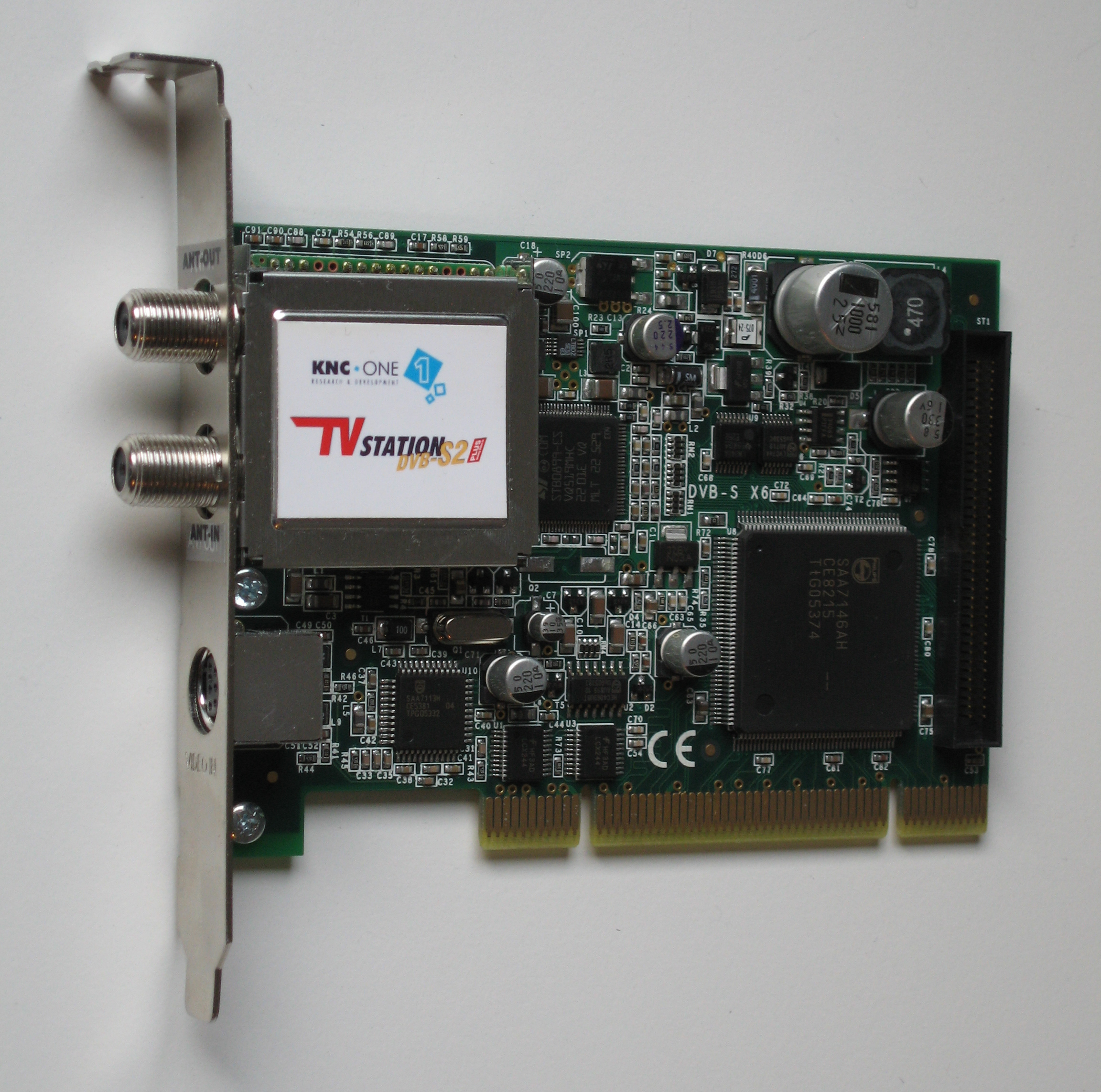
Card TV hỗ trợ DVB-S2

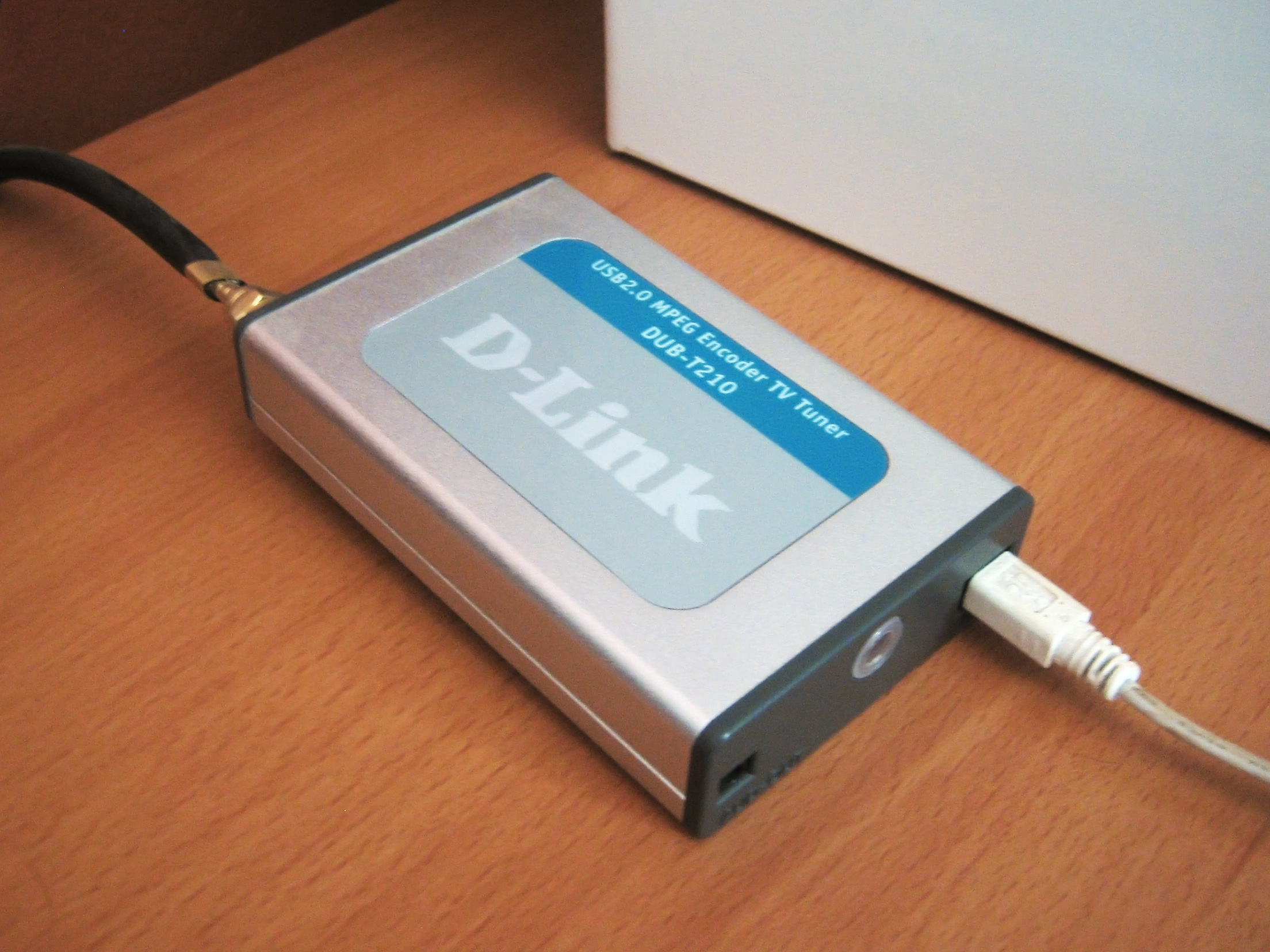
Card TV D-Link

Các giao diện cho thẻ bộ thu sóng TV phổ biến nhất là PCI bus thẻ mở rộng hoặc bus PCI Express (PCIe) mới hơn cho nhiều thẻ hiện đại, nhưng các thiết bị PCMCIA, ExpressCard hoặc USB cũng tồn tại. Ngoài ra, một số card video đóng vai trò là bộ chỉnh TV, đáng chú ý là loạt ATI All-In-Wonder. Thẻ chứa tuner và analog-to-digital converter (gọi chung là giao diện người dùng analog) cùng với logic giao diện và giải điều chế. Một số thẻ cấp thấp hơn thiếu bộ xử lý tích hợp và, như Winmodem, dựa vào CPU của hệ thống để giải điều chế.

## Loại
Có rất nhiều loại card TV

### Card TV tương tự
Card TV Truyền hình tương tự xuất ra một luồng video thô, thích hợp để xem trong thời gian thực nhưng lý tưởng là yêu cầu một số loại nén video nếu muốn ghi.
Một số thẻ cũng có đầu vào analog (video tổng hợp hoặc S-Video) và nhiều thẻ còn cung cấp radio tuner.
Một ví dụ ban đầu là Aapps Corp. MicroTV cho Apple Macintosh II, ra mắt vào năm 1989.
Các bộ dò TV nâng cao hơn mã hóa tín hiệu thành JPEG hoặc MPEG, giúp giảm tải cho CPU chính.

### Card TV tổng hợp
Card TV tổng hợp có một bộ dò sóng có thể được cấu hình để hoạt động như một bộ dò sóng analog hoặc một bộ dò kỹ thuật số. Việc chuyển đổi giữa các hệ thống khá dễ dàng, nhưng không thể thực hiện ngay lập tức. Thẻ hoạt động như một bộ chỉnh kỹ thuật số hoặc một bộ chỉnh analog cho đến khi được cấu hình lại.

### Card TV kết hợp
Tương tự như Card TV tổng hợp, ngoại trừ có hai bộ dò sóng riêng biệt trên thẻ. Người ta có thể xem analog trong khi ghi kỹ thuật số, hoặc ngược lại. Thẻ hoạt động đồng thời như một bộ dò tín hiệu analog và một bộ dò sóng kỹ thuật số. Ưu điểm so với hai thẻ riêng biệt là chi phí và việc sử dụng các khe cắm mở rộng trong máy tính. Khi nhiều khu vực trên thế giới chuyển đổi từ chương trình phát sóng tương tự sang kỹ thuật số, các bộ thu sóng này đang trở nên phổ biến.
Giống như các thẻ tương tự, bộ điều chỉnh Hybrid và Combo có thể có các chip chuyên dụng trên thẻ bộ điều chỉnh để thực hiện mã hóa hoặc để lại nhiệm vụ này cho CPU. Các thẻ bộ dò với 'mã hóa phần cứng' này thường được coi là có chất lượng cao hơn. Các bộ dò USB nhỏ đã trở nên phổ biến hơn trong năm 2006 và 2007 và dự kiến sẽ ngày càng phổ biến. Các bộ chỉnh nhỏ này thường không có mã hóa phần cứng do hạn chế về kích thước và nhiệt.
Mặc dù hầu hết các bộ dò TV bị giới hạn ở định dạng tần số vô tuyến và video được sử dụng ở quốc gia bán, nhiều bộ thu sóng TV được sử dụng trong máy tính sử dụng DSP, vì vậy phần sụn nâng cấp thường là tất cả những gì cần thiết để thay đổi định dạng video được hỗ trợ. Nhiều bộ dò TV mới hơn có bộ nhớ flash đủ lớn để chứa các bộ chương trình cơ sở để giải mã một số định dạng video khác nhau, giúp bạn có thể sử dụng bộ dò sóng ở nhiều quốc gia mà không cần phải flash chương trình cơ sở. Tuy nhiên, mặc dù thông thường có thể flash thẻ từ định dạng tương tự này sang định dạng tương tự khác do các điểm tương đồng, nhưng nói chung không thể flash thẻ từ định dạng kỹ thuật số này sang định dạng kỹ thuật số khác do sự khác biệt về logic giải mã cần thiết.